# Гришин Анатолій Дмитрович
Гришин Анатолій Дмитрович (23 березня 1937, радгосп Чернитківський Облівського району на Дону) — бандурист.
Закінчив у 1958 поці Полтавське музичне училище, в якому освоїв гру на бандурі. Працював у Бориспільській капелі бандуристів. В 1969 році закінчив Київський університет (історичний факултет), керував капелею бандуристів в клубі профтехосвіти. З 1969 року голова кобзарського об'єднання при Музичному товаристві України. В 1973—1979 роках працював на кафедрі Інституту культури в Києві, де захистив кандидатську дисертацію. З 1980 року — завсектором історії Києво-Печерського державного заповідника.
В репертуарі думи та билини.